# Pax Baldwin
Pax Baldwin (ur. 6 listopada 1991) – brytyjski aktor i piosenkarz. Największą popularność przyniosła mu rola w serialu Gdy zadzwoni dzwonek nadawanym początkowo przez telewizję Disney Channel UK, a później w amerykańskim Disney Channel i Disney Channel Australia.

## Filmografia

### Filmy
- 2005 C.S. Lewis: Dalej niż Narnia jako Douglas Gresham

### Seriale
- 2007 Gdy zadzwoni dzwonek jako Reece